# Betasis
El betasis (en llatí Betasii) eren un poble germànic que vivia a la província romana de la Germània Inferior, segons diu Tàcit a Germània. El seu nom també apareix escrit Vetasii. Probablement la seva capital (civitas besatii) era Beetz. Eren veïns dels nervis i dels tungres. Plini el Vell també en parla, però amb el que diu no es pot fixar el lloc on vivien.
Juli Civilis va combatre l'any 70 el seu vell enemic, Claudi Labeó, un cap dels bataus al front d'irregulars betasis, tungres i nervis, a qui va derrotar, i va aconseguir que aquestos tres pobles es passessin al seu costat.